# Хафизова, Клара Шайсултановна
Клара Шайсултановна Хафизова (24 апреля 1939, Западно-Казахстанская область, КазССР) — казахский учёный-востоковед, доктор исторических наук.

## Биография
Выпускница китайского отделения восточного факультета Ташкентского Государственного университета, окончила аспирантуру Института востоковедения АН СССР (ныне РАН). Защита диссертации на соискание ученой степени к.и.н и д.и.н. состоялись в ИВ и ИДВ РАН (Москва). Является признанным специалистом по истории международных отношений и внешней политике Китая в Центральной Азии, казахско-китайским отношениям и китайским источникам о казахах и джунгарах.
К. Ш. Хафизова читала лекции и проводила научные семинары в университетах КНР, Тайваня, США, Республики Узбекистан, Швеции, Японии, участвовала в международных конференциях в Англии (Редингский университет), Афганистане (Институт международных отношений МИД Республики Афганистан), Иране (Институт документации МИД Ирана), неоднократно в КНР (Институт цинских исследований Народного Университета, Синьцзянском университете, академических институтах СУАР и др.), в РФ (Институте востоковедения и Институт Дальнего Востока РАН). Ее статьи опубликованы в Российской Федерации, Афганистане, Иране, Англии, КНР, Украине и Японии на языках этих стран. Автор нескольких монографий, более 150-ти научных, а так же научно публицистических статей.

## Монографии
- «Китайская дипломатия в Центральной Азии. XIV—XIX в». Алматы, 1995; - С. 288
- «Казахская» стратегия Цинской империи", Алматы, 2007; - С. 104
- «Диалог цивилизаций Центральной и Восточной Азии», Алматы, 2013; переиздано с дополнениями под названием "ДИАЛОГ ЦИВИЛИЗАЦИЙ НА ШЕЛКОВОМ ПУТИ", Астана 2015. - С. 416
- «Степные властители и их дипломатия в XVIII–XIX веках», Нур-Султан, 2019. - С. 476

- «XVIII–XIX ғасырлардағы дала билеушілері және олардың дипломатиясы», Астана, 2022. - 488 б.

## Участие в сборниках документов
- «Международные отношения в Центральной Азии. Кн. 1-2», Москва 1989;
- «Документы и материалы по истории Казахстана, Средней Азии и Восточного Туркестана». Алматы, 1994.
- "ВОСТОЧНАЯ ДИПЛОМАТИЯ НА СТЫКЕ ЦИВИЛИЗАЦИЙ". Ответственные редакторы Хафизова К.Ш., Д. Кыдырали. Сборник документов и материалов Хафизова К.Ш. автор Предисловия, переводов китайских документов, научного комментария  2015. – 400 с.
- «Цинская империя и казахские ханства. Кн. 1-2.» Алматы, 1989; Переиздание с исправлениями, дополнениями и иллюстрациями Нур-Султан, 2020.